# Зубков Сергій Євгенович
Сергій Євгенович Зубков (нар. 1959) — український радянський діяч, вибійник шахти «Полтавська» виробничого об'єднання «Орджонікідзевугілля» Донецької області. Депутат Верховної Ради УРСР 11-го скликання.

## Біографія
Освіта середня.
З 1982 року — робітник очисного вибою, вибійник шахти «Полтавська» виробничого об'єднання «Орджонікідзевугілля» міста Юнокомунарівськ Єнакієвської міської ради Донецької області.
Член КПРС з 1985 року.

## Нагороди
- ордени
- медалі